# Antonín Liška

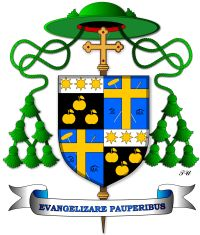
Wappen Liškas als Bischof von Budweis

Antonín Liška CSsR (* 17. September 1924 in Bohumilice; † 15. Oktober 2003 in Budweis) war ein tschechischer Geistlicher und römisch-katholischer Bischof von Budweis.

## Leben
Antonín Liška besuchte ein Gymnasium der Redemptoristen. Am 15. August 1944 trat er in den Orden der Redemptoristen ein und studierte anschließend Katholische Theologie an der Ordenshochschule in Obořiště. Zusammen mit den anderen Ordensangehörigen wurde er im April 1950 in den Gebäuden des ehemaligen Klosters in Grulich interniert und im Herbst desselben Jahres einer staatlichen Arbeitseinheit zugewiesen. Am 22. September 1951 empfing er durch den Prager Weihbischof Kajetán Matoušek heimlich die Priesterweihe. Nach dem Militärdienst wurden ihm verschiedene Arbeiten zugewiesen.
Erst ab dem 15. Mai 1971 konnte er seelsorglich als Pfarradministrator in Poříčí nad Sázavou tätig sein. An der Theologischen Hochschule Leitmeritz erwarb er den theologischen Doktorgrad und wurde später Offizial des interdiözesanen Kirchengerichts. Am 1. Juni 1987 wurde er zum Kanoniker des Prager Metropolitankapitels bei St. Veit berufen.
Am 19. Mai 1988 ernannte ihn Papst Johannes Paul II. zum Titularbischof von Vergi und bestellte ihn zum Weihbischof in Prag. Die Bischofsweihe erfolgte am 11. Juni 1988 durch den Prager Erzbischof František Tomášek. Mitkonsekratoren waren der Apostolische Nuntius in Polen, Erzbischof Francesco Colasuonno, und Weihbischof Kajetán Matoušek. Die Bischofsernennung 1988 (Antonín Liška, Jan Lebeda, Ján Sokol) war die erste nach vielen Jahren, die zwischen Staat und Kirche ausgehandelt werden konnte. Dies galt als Kompromiss zwischen dem, was die Kirche benötigte, und dem, was das kommunistische Regime zulassen wollte.

## Bischof von Budweis
Nachdem der Budweiser Bischof Miloslav Vlk im März 1991 als Erzbischof nach Prag transferiert worden war, ernannte Papst Johannes Paul II. Antonín Liška am 28. August desselben Jahres zu dessen Nachfolger in Budweis. Die Amtsübernahme erfolgte am 9. November 1991. Er führte das Bistum bis zu seinem Rücktritt am 25. September 2002.
Antonín Liška starb 2003 und wurde auf dem Friedhof der St.-Ottilien-Kirche in Budweis bestattet.